# Lech Kołakowski
Lech Antoni Kołakowski (Zambrów; 13 de Junho de 1963 — ) é um político da Polónia. Ele foi eleito para a Sejm em 25 de Setembro de 2005 com 6373 votos em 24 no distrito de Białystok, candidato pelas listas do partido Prawo i Sprawiedliwość.